# Simfonia núm. 4 (Honegger)
La Simfonia núm. 4 del compositor suís Arthur Honegger és una obra per a orquestra, escrita l'any 1946 per encàrrec de Paul Sacher. Subtitulat Deliciæ Basilienses, va ser interpretada per primera vegada el 21 de gener de 1947, per l'orquestra de cambra Basler Kammerorchester sota la direcció de Sacher. En el mateix programa hi havia l'estrena d'altres dues obres encarregades per Sacher: elConcert en re d'⁣Igor Stravinski i la Toccata e due Canzoni de Bohuslav Martinů.
La simfonia d'Honegger, que conté cites musicals de dues cançons populars de Basilea, expressa la felicitat del compositor durant una agradable estada al camp suís després del final de la Segona Guerra Mundial. Malgrat el caràcter pastoral i sovint alegre que domina bona part de la simfonia, els minuts finals inclouen alguns elements tràgics o de to més seriós.
La Quarta Simfonia d'Honegger és una obra de tres moviments amb una durada total d'uns 27 minuts. Els moviments es diuen:
1. Lento e misterioso - Allegro (aprox. 11'45")
2. Larghetto (aprox. 6'15")
3. Allegro (aprox. 8'30")

Aquesta simfonia està publicada per Éditions Salabert.

## Enregistraments
Les gravacions d'aquesta simfonia inclouen conjunts complets de simfonies d'Honegger interpretades per:
- l'⁣Orquestra Filharmònica Txeca amb Sergei Baudo (Supraphon, 1994)
- la Suisse Romande Orchestra amb Fabio Luisi (Cascavelle, 2001)
- l'⁣Orquestra del Capitole de Toulouse amb Michel Plasson (EMI Classics, 2004)
- l'⁣Orquestra Simfònica de la Ràdio de Baviera amb Charles Dutoit (Apex, 2006)

Les gravacions addicionals d'aquesta simfonia inclouen:
- la Suisse Romande Orchestra amb Ernest Ansermet (Londres/Decca Enterprise, 1991)
- la Sinfonietta de Bournemouth amb Tamás Vásáry (Chandos, 1992)
- l'⁣Orquestra de Cambra de Lausana amb Jesús López-Cobos (Virgin Classics, 1992 i 2001)
- l'⁣Orquestra de la Ràdio Nacional de França amb Charles Munch (Apex, 2002)
- l'Orquestra de Cambra de Basilea amb Christopher Hogwood (Arte Nova, 2005)
- l'⁣Orquestra Filharmònica de Londres amb Vladimir Jurowski (enregistrament en directe LPO, 2011)